# چالگری
چالگری (به انگلیسی: Chalgari) یک منطقهٔ مسکونی در پاکستان است که در ناحیه کچهی واقع شده‌است. چالگری ۸۲ متر بالاتر از سطح دریا واقع شده‌است.